# 茅尼 (伊利諾伊州)
莫尼（英語：Maunie）是位於美國伊利諾伊州懷特縣的一個村落。

## 地理
莫尼的座標為38°02′08″N 89°02′48″W / 38.03556°N 89.04667°W，而該地最高點為海拔高度113米（即371英尺）。

## 人口
根據2010年美國人口普查的數據，莫尼的面積為0.41平方千米，當中陸地面積為0.41平方千米，而水域面積為0.00平方千米。當地共有人口139人，而人口密度為每平方千米339人。